# Spathius sutshanicus
Spathius sutshanicus är en stekelart som beskrevs av Sergey A. Belokobylskij 1998. Spathius sutshanicus ingår i släktet Spathius och familjen bracksteklar. Inga underarter finns listade i Catalogue of Life.